# Museum of Comic and Cartoon Art
Le Museum of Comic and Cartoon Art (MoCCA) est un musée américain consacré à la bande dessinée. Créé en 2001 par Lawrence Klein, il est situé à New York, sur Broadway. En plus de ses missions de conservations et d'exposition, le musée organise des vernissages, des conférences, des actions dans les écoles new-yorkaises et un festival annuel, le MoCCA Festival (en), où se rassemblent chaque année depuis 2002 les principaux acteurs de la small press américaine.

## MoCCA Festival
Le MoCCA Festival (ou MoCCA Fest) est une action annuelle de récolte de fonds, d'abord pour le musée, actuellement pour la Society of Illustrators (en). C'est le plus grand festival new-yorkais de comics indépendants. De sa création en 2002 jusqu'en 2008 il s'est tenu dans le Puck Building. De 2009 à 2014, il a eu lieu au 69th Regiment Armory. Depuis 2015, le Center548 sera son nouveau lieu d'accueil.
De 2002 à 2012, le musée remet un prix lors du MoCCA Festival à un artiste dont les travaux contribuent notablement à l'art du dessin. À l'origine appelé MoCCA Art Festival Award, il est rebaptisé Prix Klein (Klein Award) en 2009 en l'honneur du fondateur du MoCCA Lawrence Klein.